# Dany Turcotte
Pour les articles homonymes, voir Turcotte.
Dany Turcotte (né le 9 mars 1965 à Jonquière) est un humoriste et un animateur de télévision québécois.

## Biographie
Après avoir étudié en arts et technologie des médias au Cégep de Jonquière, il forme Le Groupe Sanguin avec Dominique Lévesque, Émile Gaudreault, Marie-Lise Pilote et Bernard Vandal de 1986 jusqu'en 1990. Par la suite, il a formé le duo Lévesque/Turcotte avec son acolyte Dominique Lévesque. Dany a créé les personnages du propriétaire du bloc appartements, de Dany Verveine ainsi que d'autres encore. De 2004 à 2021, il est le « Fou du roi » de la version québécoise de Tout le monde en parle, animée par Guy A. Lepage. Il anime aussi l'émission La Petite Séduction de 2005 à 2017.
Mis à mal face à l’invité André Boisclair sur le plateau de Tout le monde en parle en septembre 2005, il fait son coming out en tant qu'homosexuel la semaine suivante durant l’émission,,. Depuis 2005, il est l'un des porte-paroles de Gai Écoute. En 2006 pour venir en aide à la Fondation CARE, il a entrepris l'ascension du Mont Kilimandjaro au nord-est de la Tanzanie.
En 2009, il se fait raser la tête dans le cadre du défi têtes rasées de LEUCAN afin de venir en aide aux enfants atteints par le cancer. En 2011, les personnages du propriétaire du bloc et de Dany Verveine, prennent vie sous forme de dessins animés humoristiques dans le cadre de l'émission Vie de Quartier. Marie-Lise Pilote et Dominique Lévesque prêteront leurs voix à certains personnages durant cette émission, ainsi que Julie Le Breton et Johanne Garneau.
En 2023, Turcotte a participé au documentaire Le dernier placard – Vieillir gai en tant qu'intervieweur des personnes LGBTQ vieillissantes. Il a été inspiré pour créer le film en pensant au vieillissement et de son homosexualité.

## Carrière

### Spectacles
- 1991 : Lévesque et Turcotte Nouvelle Administration
- 1994 : Lévesque et Turcotte Se Reproduisent
- 1997 : Lévesque et Turcotte Arrivent en Ville
- 2001 : Lévesque et Turcotte Sous Observation

### Animateur
- 2004-2021 : Tout le monde en parle
- 2005-2017 : La Petite Séduction

### Télévision
- 1996 : La Petite Vie : Dany Vervaine
- 2006 : Le Bye Bye de RBO
- 2006 : Caméra café : Christian Lacaille
- 2011 : La Reine rouge (websérie) : directeur d'école
- 2014 : Le Bye Bye
- 2022 : Du côté des hommes
- 2023 : Le dernier placard: vieillir gai[7]

### Livres
- D.Turcotte & fils : Dany Turcotte, Mon histoire, Les Éditions La Presse, 2024, 339 p. (ISBN 978-2-89825-273-0)